# Takasu, Hokkaidō
Takasu (鷹栖町 Takasu-chō) là thị trấn thuộc huyện Kamikawa, phó tỉnh Kamikawa, Hokkaidō, Nhật Bản. Tính đến ngày 1 tháng 10 năm 2020, dân số ước tính thị trấn là 6,567 người và mật độ dân số là 47 người/km2. Tổng diện tích thị trấn là 139,44 km2.